# Tour del Porvenir 2013
La 50.ª edición del Tour del Porvenir (nombre oficial en francés: Tour de l'Avenir) fue una carrera de ciclismo en ruta por etapas que se celebró entre el 24 y el 31 de agosto de 2013 en Francia con inicio en la ciudad de Louhans y final en Glières Plateau sobre un recorrido total de 885,1 kilómetros.
La carrera formó parte del UCI Europe Tour 2012-2013, dentro de la categoría UCI 2.Ncup (Copa de las Naciones UCI sub-23 limitada a corredores menores de 23 años.)
La carrera fue ganada por el ciclista Rubén Fernández de la selección nacional sub-23 de España. El podio lo completaron el ciclista Adam Yates de la selección nacional sub-23 de Reino Unido y el ciclista Patrick Konrad de la selección nacional sub-23 de Austria.

## Equipos participantes
| Equipos nacionales (18)- Noruega sub-23 - Alemania sub-23 - Eslovenia sub-23 - Gran Bretaña sub-23 - Kazajistán sub-23 - Dinamarca sub-23 - Colombia sub-23 - Australia sub-23 - Estados Unidos sub-23 - Ucrania sub-23 - Austria sub-23 - Letonia sub-23 - España sub-23 - Bélgica sub-23 - Países Bajos sub-23 - Francia sub-23 - Italia sub-23 - Suiza sub-23 Equipo regional y de club- World Cycling Centre |
| |

## Recorrido
El Tour del Porvenir dispuso de un prólogo y 7 etapas para un recorrido total de 885,1 kilómetros con inicio en la ciudad de Louhans y final en Glières Plateau, comprendiendo 1 contrarreloj individual (prólogo), 4 etapas de montaña, y 3 etapas llanas.
| Etapa     | Fecha     | Recorrido                              | type                    | Distancia (km) | Ganador                 | Líder                   |
| --------- | --------- | -------------------------------------- | ----------------------- | -------------- | ----------------------- | ----------------------- |
| Prólogo   | 24 de ago | Louhans – Louhans                      | contrarreloj individual | 5,1            | Alexis Gougeard         | Alexis Gougeard         |
| 1.ª etapa | 25 de ago | Louhans – Arbois                       | etapa llana             | 146            | Caleb Ewan              | Alexis Gougeard         |
| 2.ª etapa | 26 de ago | Champagnole – Saint-Vulbas             | etapa llana             | 162            | Caleb Ewan              | Alexis Gougeard         |
| 3.ª etapa | 27 de ago | Aix-les-Bains – Albertville            | etapa llana             | 127            | Michael Valgren         | Alexis Gougeard         |
| 4.ª etapa | 28 de ago | Albertville – Saint-François-Longchamp | etapa de montaña        | 106            | Rubén Fernández Andújar | Rubén Fernández Andújar |
| 5.ª etapa | 29 de ago | Saint-Gervais – Morzine                | etapa de montaña        | 79             | Simon Yates             | Rubén Fernández Andújar |
| 6.ª etapa | 30 de ago | Morzine – Châtel                       | etapa de montaña        | 126            | Simon Yates             | Rubén Fernández Andújar |
| 7.ª etapa | 31 de ago | Châtel – Glières Plateau               | etapa de montaña        | 134            | Julian Alaphilippe      | Rubén Fernández Andújar |

## Clasificaciones finales
Las clasificaciones finalizaron de la siguiente forma:

### Clasificación general
| \| Clasificación general \| Clasificación general \| Clasificación general \| Clasificación general \| Clasificación general \| \| Ciclista \| Ciclista \| Equipo \| Tiempo \| \| \| --------------------- \| ----------------------- \| --------------------- \| --------------------- \| --------------------- \| \| 1.º \| Rubén Fernández Andújar \| España sub-23 \| 22 h 00 min 31 s \| \| \| 2.º \| Adam Yates \| Gran Bretaña sub-23 \| + 55 s \| \| \| 3.º \| Patrick Konrad \| Austria sub-23 \| + 1 min 07 s \| \| \| 4.º \| Bakhtiyar Kozhatayev \| Kazajistán sub-23 \| + 1 min 12 s \| \| \| 5.º \| Oskar Svendsen \| Noruega sub-23 \| + 1 min 40 s \| \| \| 6.º \| Davide Formolo \| Italia sub-23 \| + 2 min 05 s \| \| \| 7.º \| Heiner Parra \| Colombia sub-23 \| + 3 min 03 s \| \| \| 8.º \| Gavin Mannion \| Estados Unidos sub-23 \| + 3 min 03 s \| \| \| 9.º \| Toms Skujiņš \| Letonia sub-23 \| + 3 min 27 s \| \| \| 10.º \| Simon Yates \| Gran Bretaña sub-23 \| + 3 min 44 s \| \| |                         |                       |                  |
| |                         |                       |                  |
| Fuente: ProCyclingStats |                         |                       |                  |
| Clasificación general |                         |                       |                  |
| Ciclista | Ciclista                | Equipo                | Tiempo           |
| 1.º | Rubén Fernández Andújar | España sub-23         | 22 h 00 min 31 s |
| 2.º | Adam Yates              | Gran Bretaña sub-23   | + 55 s           |
| 3.º | Patrick Konrad          | Austria sub-23        | + 1 min 07 s     |
| 4.º | Bakhtiyar Kozhatayev    | Kazajistán sub-23     | + 1 min 12 s     |
| 5.º | Oskar Svendsen          | Noruega sub-23        | + 1 min 40 s     |
| 6.º | Davide Formolo          | Italia sub-23         | + 2 min 05 s     |
| 7.º | Heiner Parra            | Colombia sub-23       | + 3 min 03 s     |
| 8.º | Gavin Mannion           | Estados Unidos sub-23 | + 3 min 03 s     |
| 9.º | Toms Skujiņš            | Letonia sub-23        | + 3 min 27 s     |
| 10.º | Simon Yates             | Gran Bretaña sub-23   | + 3 min 44 s     |

### Clasificación por puntos
| Clasificación por puntos | Clasificación por puntos | Clasificación por puntos | Clasificación por puntos | Clasificación por puntos |
| Ciclista                 | Ciclista                 | Equipo                   | Puntos                   |                          |
| ------------------------ | ------------------------ | ------------------------ | ------------------------ | ------------------------ |
| 1.º                      | Julian Alaphilippe       | Francia sub-23           | 107 pts                  |                          |
| 2.º                      | Adam Yates               | Gran Bretaña sub-23      | 105 pts                  |                          |
| 3.º                      | Caleb Ewan               | Australia sub-23         | 85 pts                   |                          |
| 4.º                      | Patrick Konrad           | Austria sub-23           | 79 pts                   |                          |
| 5.º                      | Simon Yates              | Gran Bretaña sub-23      | 76 pts                   |                          |
| 6.º                      | Davide Martinelli        | Italia sub-23            | 74 pts                   |                          |
| 7.º                      | Bakhtiyar Kozhatayev     | Kazajistán sub-23        | 69 pts                   |                          |
| 8.º                      | Jasper Stuyven           | Bélgica sub-23           | 69 pts                   |                          |
| 9.º                      | Rick Zabel               | Alemania sub-23          | 69 pts                   |                          |
| 10.º                     | Gavin Mannion            | Estados Unidos sub-23    | 56 pts                   |                          |

### Clasificación de la montaña
| Clasificación de la montaña | Clasificación de la montaña | Clasificación de la montaña | Clasificación de la montaña | Clasificación de la montaña |
| Ciclista                    | Ciclista                    | Equipo                      | Puntos                      |                             |
| --------------------------- | --------------------------- | --------------------------- | --------------------------- | --------------------------- |
| 1.º                         | Kristian Haugaard           | Dinamarca sub-23            | 67 pts                      |                             |
| 2.º                         | Adam Yates                  | Gran Bretaña sub-23         | 41 pts                      |                             |
| 3.º                         | Heiner Parra                | Colombia sub-23             | 37 pts                      |                             |
| 4.º                         | Oskar Svendsen              | Noruega sub-23              | 35 pts                      |                             |
| 5.º                         | Patrick Konrad              | Austria sub-23              | 31 pts                      |                             |
| 6.º                         | Rubén Fernández Andújar     | España sub-23               | 29 pts                      |                             |
| 7.º                         | Davide Formolo              | Italia sub-23               | 29 pts                      |                             |
| 8.º                         | Alexis Gougeard             | Francia sub-23              | 28 pts                      |                             |
| 9.º                         | Julian Alaphilippe          | Francia sub-23              | 22 pts                      |                             |
| 10.º                        | Bakhtiyar Kozhatayev        | Kazajistán sub-23           | 22 pts                      |                             |

### Clasificación por equipos
| Clasificación por equipos | Clasificación por equipos | Clasificación por equipos | Clasificación por equipos |
| Equipo                    | Equipo                    | Tiempo                    |                           |
| ------------------------- | ------------------------- | ------------------------- | ------------------------- |
| 1.º                       | Kazajistán sub-23         | 66 h 08 min 52 s          |                           |
| 2.º                       | Francia sub-23            | + 3 min 43 s              |                           |
| 3.º                       | Noruega sub-23            | + 12 min 32 s             |                           |
| 4.º                       | Países Bajos sub-23       | + 16 min 17 s             |                           |
| 5.º                       | Bélgica sub-23            | + 19 min 26 s             |                           |
| 6.º                       | Colombia sub-23           | + 23 min 08 s             |                           |
| 7.º                       | España sub-23             | + 25 min 41 s             |                           |
| 8.º                       | World Cycling Centre      | + 26 min 08 s             |                           |
| 9.º                       | Gran Bretaña sub-23       | + 29 min 16 s             |                           |
| 10.º                      | Estados Unidos sub-23     | + 32 min 08 s             |                           |

## Evolución de las clasificaciones
| Etapa                   | Vencedor                | Clasificación general Maillot jaune | Clasificación por puntos Maillot vert | Clasificación de la montaña Maillot à pois rouges | Clasificación por equipos Classement par équipe |
| ----------------------- | ----------------------- | ----------------------------------- | ------------------------------------- | ------------------------------------------------- | ----------------------------------------------- |
| Prólogo                 | Alexis Gougeard         | Alexis Gougeard                     | Alexis Gougeard                       | no otorgado                                       | Reino Unido sub-23                              |
| 1.ª                     | Caleb Ewan              | Alexis Gougeard                     | Julian Alaphilippe                    | Kristian Haugaard                                 | Reino Unido sub-23                              |
| 2.ª                     | Caleb Ewan              | Alexis Gougeard                     | Caleb Ewan                            | Kristian Haugaard                                 | Reino Unido sub-23                              |
| 3.ª                     | Michael Valgren         | Alexis Gougeard                     | Caleb Ewan                            | Kristian Haugaard                                 | Dinamarca sub-23                                |
| 4.ª                     | Rubén Fernández Andújar | Rubén Fernández Andújar             | Caleb Ewan                            | Oskar Svendsen                                    | Kazajistán sub-23                               |
| 5.ª                     | Simon Yates             | Rubén Fernández Andújar             | Caleb Ewan                            | Kristian Haugaard                                 | Kazajistán sub-23                               |
| 6.ª                     | Simon Yates\|           | Rubén Fernández Andújar             | Caleb Ewan                            | Kristian Haugaard                                 | Kazajistán sub-23                               |
| 7.ª                     | Julian Alaphilippe      | Rubén Fernández Andújar             | Julian Alaphilippe                    | Kristian Haugaard                                 | Kazajistán sub-23                               |
| Clasificaciones finales | Clasificaciones finales | Rubén Fernández Andújar             | Julian Alaphilippe                    | Kristian Haugaard                                 | Kazajistán sub-23                               |